# 野々市テレビ・ラジオ放送所
野々市テレビ・ラジオ放送所（ののいちテレビ・ラジオほうそうじょ）は、石川県野々市市にNHK金沢放送局、北陸放送とエフエム石川がそれぞれ個別に設けているラジオ放送の2送信所を一括して指す通称である。
1957年12月23日開局。
石川県内向け放送の親局である。

## 概要
2か所の送信所敷地は、異なる住居表示地にあり、離れている。エフエム石川が、開局に際し野々市市押野二丁目に現送信所を北陸放送と共同で築くまでは、北陸放送もNHK金沢放送局と同じ送信所から送信を行っていた。エフエム石川開局以前、「野々市テレビ・ラジオ放送所」とは、野々市市本町に在する現NHK金沢放送局送信所のみを指した。この経緯から、2012年現在でも「野々市テレビ・ラジオ放送所」をいう場合、野々市市押野二丁目に在する北陸放送・エフエム石川送信所を含まないことがある。
地上デジタル放送については、各局とも金沢市内にアナログUHF民放テレビ局が設けていた送信所を元とする金沢観音堂テレビジョン放送所を利用している。そのため、2011年7月24日の地上アナログテレビ放送終了後はAMラジオ・FMラジオの送信所機能のみとなり、金沢市及び近郊のテレビ放送は事実上、金沢観音堂テレビジョン放送所に集約され、下記の表中※マークの付くアナログテレビ放送所は2011年7月24日付けで永久廃局となっている。
NHK金沢放送局送信所、北陸放送・エフエム石川の送信所とも既にテレビ波の送信を行っていないため、今後当放送所の通称から「テレビ」が外れることになる。

## NHK金沢放送局送信所
| 放送種別      | コールサイン | テレビch/ ラジオ周波数 | 空中線電力        | ERP                 | 放送対象 地域 | 放送区域 内世帯数 |
| ------------- | ------------ | ---------------------- | ----------------- | ------------------- | ------------- | ----------------- |
| NHK 金沢第1   | JOJK         | 1224kHz                | 10kW              | -                   | 石川県        | -                 |
| NHK 金沢第2   | JOJB         | 1386kHz                | 10kW              | -                   | 全国          | -                 |
| NHK 金沢FM    | JOJK-FM      | 82.2MHz                | 1kW               | 3.7kW               | 石川県        | -                 |
| ※NHK 金沢総合 | JOJK-TV      | 4ch                    | 映像3kW/ 音声750W | 映像23kW/ 音声5.8kW | 石川県        | -                 |
| ※NHK 金沢教育 | JOJB-TV      | 8ch                    | 映像3kW/ 音声750W | 映像25kW/ 音声6.2kW | 全国          | -                 |

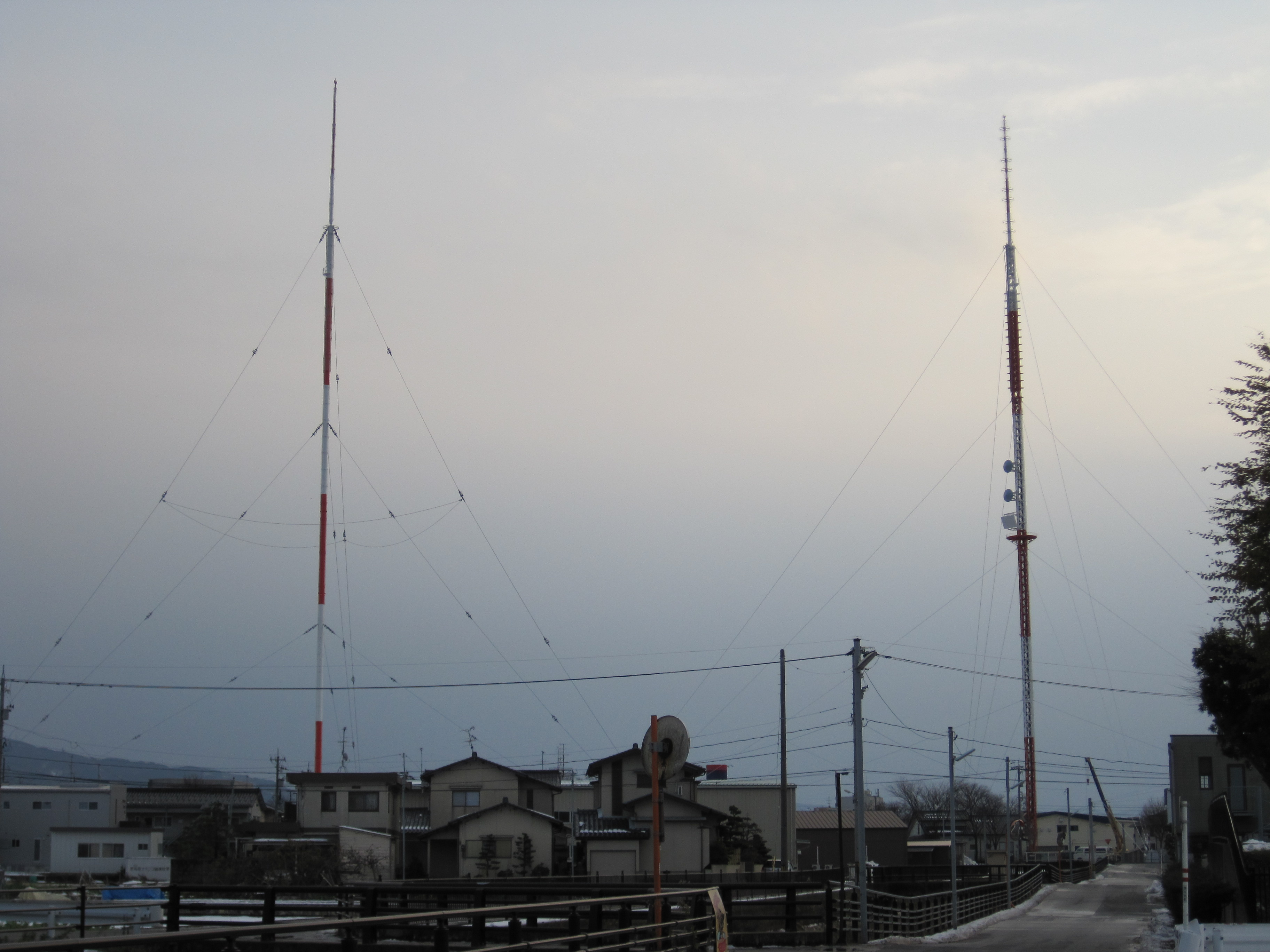
NHK送信塔

- 所在地： 野々市市本町6-19（北緯36度32分2.3秒 東経136度36分23秒 / 北緯36.533972度 東経136.60639度）
- アナログ全系統が1つの敷地（アンテナ・鉄塔は2本あり、AM放送用とアナログテレビ・FM放送用に分かれている）から送出される、珍しい送信所であった（同様のケースでは北海道のNHK釧路放送局にも見られるが、釧路局の場合は鉄塔1本でAM・FM・アナログテレビの電波を出していた）。
- 地上デジタルテレビ放送は金沢市観音堂町にある金沢観音堂テレビジョン放送所のテレビ金沢（KTK）送信所から放送している。
- NHK-FMは水平偏波で送信されている。

## 北陸放送・エフエム石川送信所
| 放送種別      | コールサイン     | テレビch/ ラジオ周波数 | 空中線電力        | ERP                 | 放送対象地域 | 放送区域 内世帯数         |
| ------------- | ---------------- | ---------------------- | ----------------- | ------------------- | ------------ | ------------------------- |
| MRO 北陸放送  | JOMR             | 1107kHz                | 5kW               | -                   | 石川県       | -                         |
| エフエム石川  | JOHV-FM          | 80.5MHz                | 1kW               | 4.1kW               | 石川県       | -                         |
| MRO 北陸放送  | （FM補完中継局） | 94.0MHz                | 1kW               | 2.2kW               | 石川県       | 33.3万世帯 （申請による） |
| ※MRO 北陸放送 | JOMR-TV          | 6ch                    | 映像3kW/ 音声750W | 映像15kW/ 音声3.8kW | 石川県       | -                         |

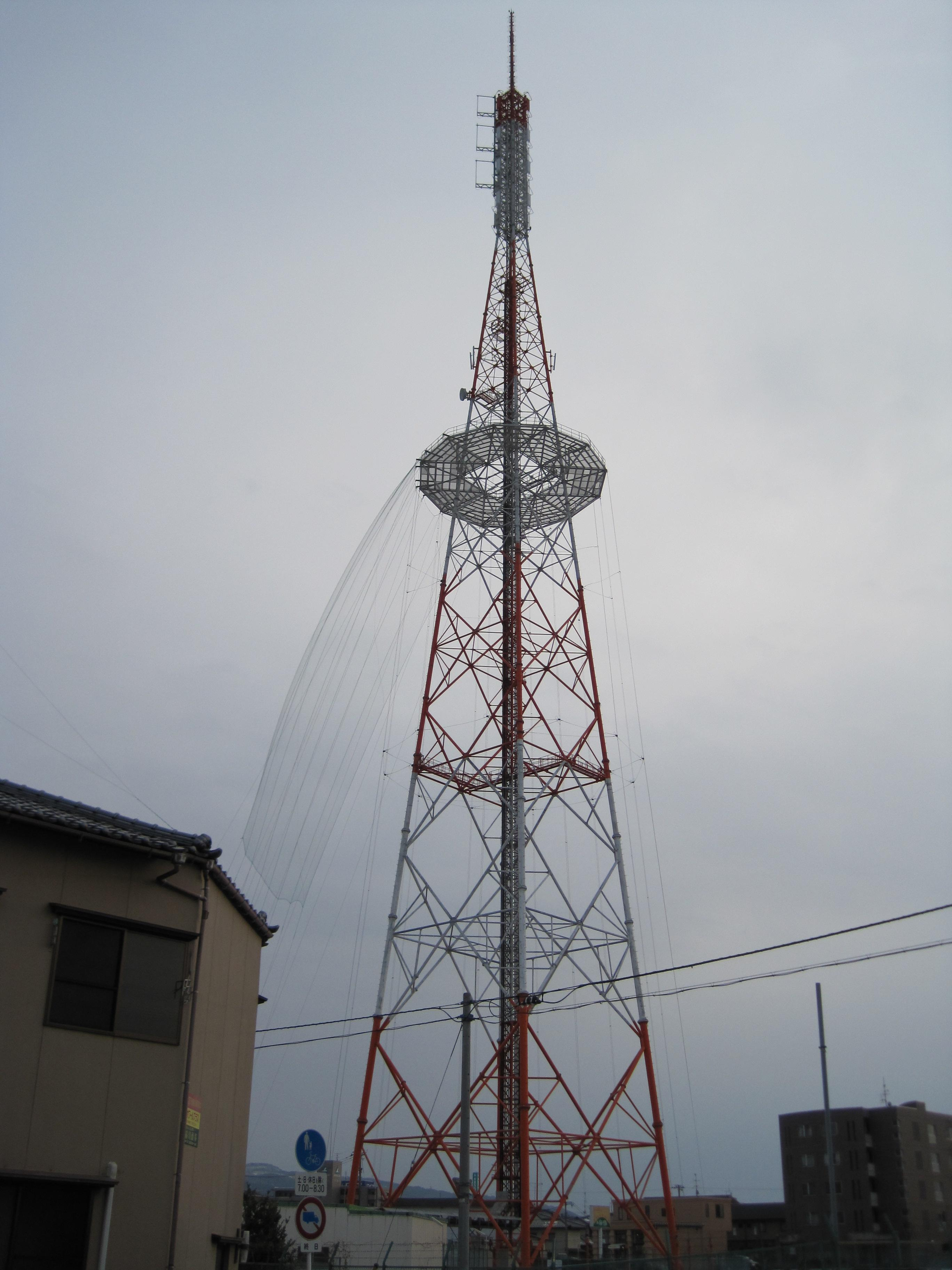
北陸放送・エフエム石川送信塔

- 所在地： 野々市市押野（北緯36度32分19.9秒 東経136度36分50.8秒 / 北緯36.538861度 東経136.614111度）[1]二丁目220番地[要出典]
- アナログテレビ送信とFMラジオ送信用のタワーに相乗りしたため、AMラジオの送信所としては珍しく自立鉄塔式からの送信となっている[2]。
- NHK金沢放送局送信所同様アナログ全系統が1本の鉄塔から送出される、珍しい送信所であった（NHK釧路放送局釧路送信所と酷似）。
- 北陸放送のFM補完放送開始に伴い、2016年5月から6月にかけて塔先端部のスーパーターンスタイルアンテナをテレビ送信用VHF-HighアンテナからFM送信用VHF-Lowアンテナに交換している。
- MRO北陸放送のデジタルテレビ放送は、石川テレビ放送（ITC）本社にある金沢観音堂テレビジョン放送所から放送している。